# Wayne Randle
Wayne Randle (* 21. Oktober 1964 in Barnsley) ist ein ehemaliger britischer Radrennfahrer.

## Sportliche Laufbahn
Randle war Straßenradsportler. Bei den Commonwealth Games 1990 gewann er für England die Bronzemedaille im Mannschaftszeitfahren. Im Straßenrennen kam er auf den 7. Platz. Randle gewann in seiner Karriere eine Reihe von britischen Eintagesrennen, Zeitfahren und Etappen kleinerer Rundfahrten.
1986 siegte er im Eintagesrennen Archer Grand Prix vor Steve Cook. 1989 siegte er im bedeutendsten internationalen Eintagesrennen auf der britischen Insel, dem Manx International vor Christophe Mengin. 1990 holte er Etappensiege in der Tour of Lancashire und in der Tour of Texas. In der Tour of the Cotswolds wurde er hinter Gary Spreight Zweiter. Den Grand Prix of Essex gewann Randle 1993. 1996 siegte er dort erneut. Das Tom Simpson Memorial gewann er in der Saison 1993 vor Malcolm Elliott. Randle startete für den Barnesbury CC.
1993 wurde er Berufsfahrer. Er startete für britische Radsportteams. 1996 bestritt er die Internationale Friedensfahrt und kam auf den 49. 1998 gewann er die Bergwertung im irischen FBD Milk Rás.